# International Crisis Group
International Crisis Group, (ICG),  uafhængig, multinational gruppe som beskæftiger sig med at hindre og løse dødelige konflikter på internationalt plan.
ICG har medarbejder på de fem kontinenter med hovedsæde i Bruxelles.
Hvis der er risiko for at et land vil blive udsat for udbrud, forværring eller gentagelse af massive voldshandlinger, sender ICG grupper af politiske–analytikere til konfliktområderne, med det formål at udarbejde rapporter med anbefalinger til løsninger af konflikterne. Nævnte rapporter sendes til internationale ledere og organisationer. 
Gruppen udgiver et månedligt nyhedsbrev, CrisisWatch.
ICG finansieres ved bidrag fra vestlige regeringer, forskellige godgørende selskaber, organisationer og enkeltpersoner.
Nuværende ledelse (2006):
- Chris Patten (Lord Patten of Barnes), bestyrelsesformand, engelsk politiker og tidligere EU-kommissær.
- Gareth Evans, administrerende direktør, tidligere australsk udenrigsminister.

## Ekstern henvisning
- Hjemmeside for International Crisis Group